# Francantonio Biaggi
Francantonio Biaggi (Milano, 16 marzo 1899 – 26 dicembre 1979) è stato un politico italiano.

## Biografia
Fu deputato nella terza e quarta legislatura e senatore nella quinta tra le file del Partito Liberale Italiano. Morì nel 1979. Fu autore alla camera di 115 interventi e 51 progetti di legge alla camera.

## Incarichi
III Legislatura della Repubblica italiana
- IX Commissione lavori pubblici. Membro dal 12 giugno 1958 al 15 maggio 1963.
- Commissione parlamentare per il parere al governo sulle norme delegate relative alla concessione in proprietà degli alloggi costruiti dallo stato ovvero con il suo concorso o contributo. Membro dal 25 luglio 1958 al 29 luglio 1958.

IV Legislatura della Repubblica italiana
- IX Commissione lavori pubblici. Membro dal 1 luglio 1963 al 20 gennaio 1964.
- XII Commissione industria e commercio - artigianato - commercio estero. Membro dal 21 gennaio 1964 al 4 giugno 1968.
- Commissione parlamentare per il parere al governo sulle norme delegate in materia di edilizia economica e popolare. Membro dal 12 febbraio 1964 al 23 maggio 1964.
- Commissione parlamentare di inchiesta sul disastro del Vajont. Membro dal 24 giugno 1964 al 30 luglio 1964.
- Commissione speciale per l'esame dei decreti legge relativi agli interventi ed alle provvidenze per le popolazioni e i territori colpiti dalle alluvioni o mareggiate dell'autunno 1966. Membro dal 7 dicembre 1966 al 4 giugno 1968.
- Commissione parlamentare consultiva concernente l'autorizzazione di spese per l'esecuzione di opere di sistemazione e difesa del suolo. Membro dal 20 novembre 1967 al 4 giugno 1968.

V legislatura della repubblica italiana
- V Commissione permanente (Finanze e tesoro). Membro dal 5 luglio 1968 al 24 maggio 1972.
- Rappresentanza italiana al Parlamento europeo. Membro dal 21 gennaio 1969 al 24 maggio 1972.